# Eupanacra automedon
Eupanacra automedon là một loài bướm đêm thuộc họ Sphingidae. 

## Phân phối
Nó được tìm thấy ở đông bắc Ấn Độ, Nepal, Myanma, Thái Lan, bán đảo Mã Lai, Sumatra, Nias, Java và Borneo.

## Sự miêu tả
Nó rất giống với loài Eupanacra malayana.

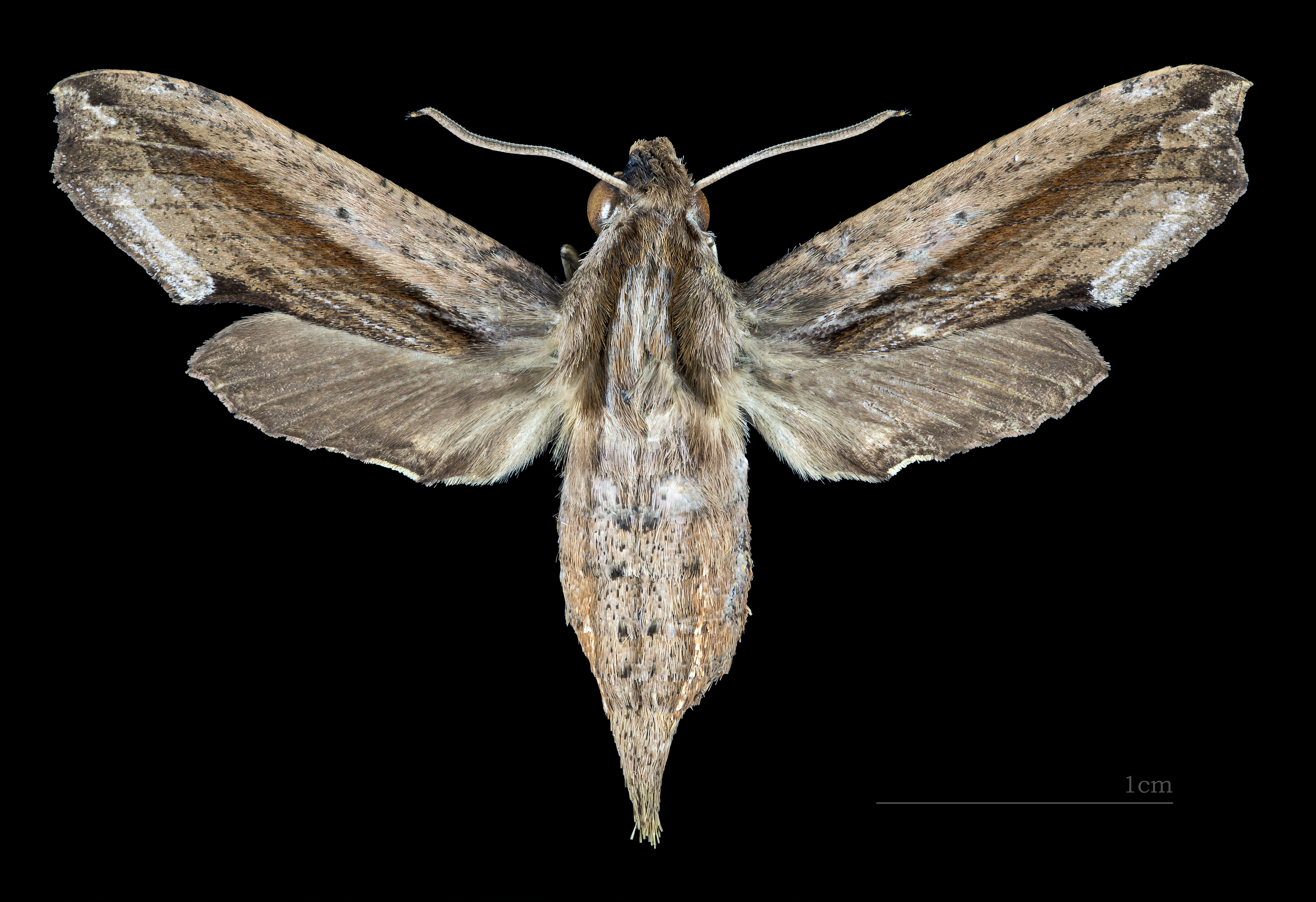
Female dorsal
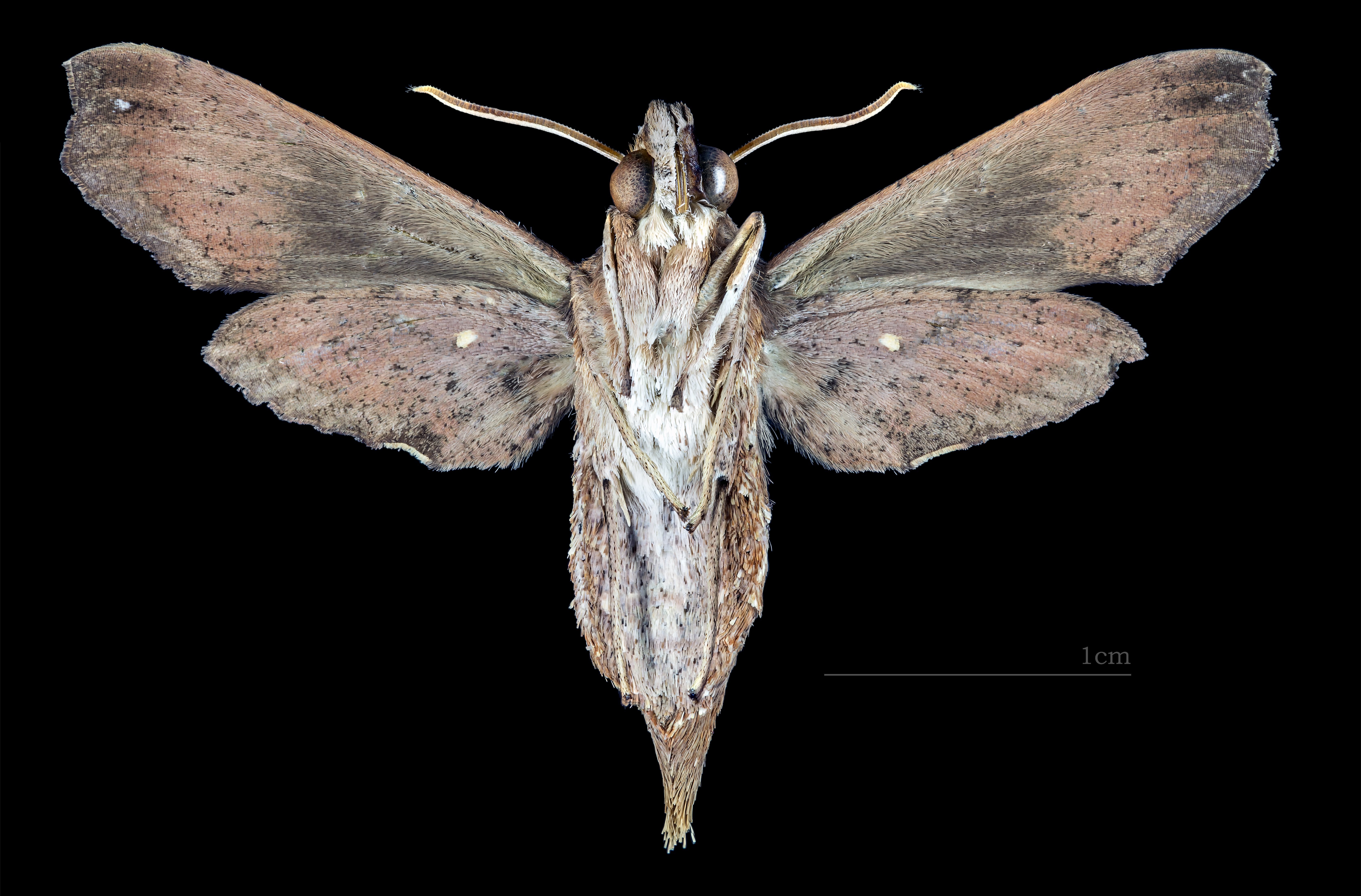
Female ventral

## Sinh học
Ấu trùng ăn Lasia spinosa.